# Мортимер, Джон
Джон Мортимер (англ. John Mortimer; примерно 1310 — после 27 августа 1328, Шрусбери, Шропшир, Королевство Англия) — английский аристократ, четвёртый сын Роджера Мортимера, 1-го графа Марча, и Жанны де Женевиль, 2-й баронессы Женевиль в своём праве (suo jure). Принадлежал к одному из самых влиятельных родов Валлийской марки. После смерти старшего брата Роджера получил от отца семейные владения в Ирландии (27 августа 1328). Вскоре после этого погиб на турнире в Шрусбери. Не был женат и не оставил законного потомства.